# 前田川橋 (常磐自動車道)
前田川橋（まえだがわばし）は、福島県双葉郡双葉町にある常磐自動車道の道路橋である。

## 概要
- 全長：540.0m[1]
  - 主径間：82.0m[1]
- 幅員：10.0m[1]
- 形式：9径間PC連続波形鋼板ウェブ箱桁橋[1]
- 施工：鹿島建設・東日本コンクリート特定建設共同企業体[1]
- 竣功：2006年[2]

大熊インターチェンジ～常磐双葉インターチェンジ間に位置し、二級水系前田川とそれに並行する市道を渡る。起点側である南詰は双葉町山田字木通沢、北詰は石熊字節辺迫に位置する。2006年4月に竣工し、2011年度中の供用開始を予定していたが、東日本大震災とそれに伴う福島第一原子力発電所事故により工事が2年間中断され、その後2015年の常磐富岡インターチェンジ～浪江インターチェンジ間の開業に合わせ下り線を用いた暫定2車線で供用が開始された。経済性と断面性能の向上が図られた波形鋼板ウェブPC橋が採用され、中央部の前田川渡河部を含む第1径間の中間から第5径間中間までの長径間部は張出架設工法で、その他の部分は固定式支保工架設工法で建設されている。

## 沿革
- 2006年4月 - 竣功。2011年度内の開通が予定されていたが、東日本大震災とそれに伴う福島第一原子力発電所事故によりその他区間の工事が中止される。
- 2015年3月1日 - 常磐富岡インターチェンジ～浪江インターチェンジ間の開通により下り線側橋梁を使用した暫定2車線で供用が開始される[3]。

## 周辺
- 石熊第一仮置場（除染廃棄物仮置場）

## 隣の橋
前田川
（上流） - 石熊3号橋 - 石熊橋 - 前田川橋 - 上萩平橋 - 唐松橋 - （下流）